# Pentarthrum
Pentarthrum är ett släkte av skalbaggar som beskrevs av Thomas Vernon Wollaston 1854. Pentarthrum ingår i familjen vivlar.

## Dottertaxa tillPentarthrum, i alfabetisk ordning[1][2]
- Pentarthrum aeneopicea
- Pentarthrum affine
- Pentarthrum alpinum
- Pentarthrum amicum
- Pentarthrum angustissimum
- Pentarthrum angustum
- Pentarthrum antennale
- Pentarthrum apicale
- Pentarthrum argentinense
- Pentarthrum asperellum
- Pentarthrum asperirostris
- Pentarthrum assimilatum
- Pentarthrum aurantiaca
- Pentarthrum auricomus
- Pentarthrum auripilum
- Pentarthrum badius
- Pentarthrum blackburni
- Pentarthrum brevicorne
- Pentarthrum brevirostre
- Pentarthrum brouni
- Pentarthrum brunneum
- Pentarthrum canaliculatum
- Pentarthrum capense
- Pentarthrum carmichaeli
- Pentarthrum castaneum
- Pentarthrum castus
- Pentarthrum celebensis
- Pentarthrum cephalotes
- Pentarthrum comata
- Pentarthrum confertus
- Pentarthrum confine
- Pentarthrum congoanum
- Pentarthrum conicollis
- Pentarthrum constrictus
- Pentarthrum contiguus
- Pentarthrum crassellum
- Pentarthrum crassirostre
- Pentarthrum crenata
- Pentarthrum curvum
- Pentarthrum cylindricum
- Pentarthrum debilis
- Pentarthrum dissimile
- Pentarthrum dissimilum
- Pentarthrum dubitans
- Pentarthrum exilis
- Pentarthrum ferrugineum
- Pentarthrum foveiceps
- Pentarthrum foveiventre
- Pentarthrum fultoni
- Pentarthrum fulva
- Pentarthrum fulvicornis
- Pentarthrum glaber
- Pentarthrum gracilicorne
- Pentarthrum gratus
- Pentarthrum gravi
- Pentarthrum halodorum
- Pentarthrum helmsianum
- Pentarthrum hervei
- Pentarthrum hirticolle
- Pentarthrum hovanum
- Pentarthrum humile
- Pentarthrum huttoni
- Pentarthrum impressum
- Pentarthrum indicator
- Pentarthrum interoculare
- Pentarthrum lateritia
- Pentarthrum longicolle
- Pentarthrum longirostris
- Pentarthrum macrocephalus
- Pentarthrum melanosternum
- Pentarthrum millingtoni
- Pentarthrum morosa
- Pentarthrum musae
- Pentarthrum naucum
- Pentarthrum nefeanianum
- Pentarthrum nigrum
- Pentarthrum nitidum
- Pentarthrum nubilum
- Pentarthrum obscurum
- Pentarthrum opazoi
- Pentarthrum orthodoxum
- Pentarthrum parvicornis
- Pentarthrum paschale
- Pentarthrum philpotti
- Pentarthrum piceus
- Pentarthrum planicolle
- Pentarthrum planiusculus
- Pentarthrum porcatum
- Pentarthrum porteri
- Pentarthrum pritchardiae
- Pentarthrum prolixa
- Pentarthrum proximum
- Pentarthrum punctata
- Pentarthrum punctatissimum
- Pentarthrum punctatum
- Pentarthrum punctirostre
- Pentarthrum reductum
- Pentarthrum remotus
- Pentarthrum rodriguezi
- Pentarthrum ruficorne
- Pentarthrum rufoclavatum
- Pentarthrum rufum
- Pentarthrum rugosum
- Pentarthrum scotti
- Pentarthrum sculpturatum
- Pentarthrum servulum
- Pentarthrum seychellarum
- Pentarthrum sharpiana
- Pentarthrum simillimum
- Pentarthrum spadicea
- Pentarthrum strigicolle
- Pentarthrum subcoecus
- Pentarthrum subconvexum
- Pentarthrum subconvexus
- Pentarthrum sublaevigatum
- Pentarthrum subsericatum
- Pentarthrum tananarivense
- Pentarthrum tenebrosum
- Pentarthrum tristanensis
- Pentarthrum vestitus
- Pentarthrum wollastoni
- Pentarthrum wollastoniana
- Pentarthrum zealandicum
- Pentarthrum zeelandicum